# Захист місії Аламо
29°25′32″ пн. ш. 98°29′10″ зх. д. / 29.42556° пн. ш. 98.48611° зх. д.
Битва за Аламо (англ. Battle of the Alamo, ісп. Batalla de El Álamo, 23 лютого — 6 березня 1836) — найвідоміша битва Техаської революції. Після того як повстанська армія техаських поселенців та авантюристів, які прибули зі Сполучених Штатів, витіснила всі мексиканські війська з Мексиканського Техасу, президент Мексики Антоніо Лопес де Санта-Анна очолив вторгнення, прагнучи повернути контроль над областю. 23 лютого мексиканські війська увійшли в Бехар та взяли в облогу техаський гарнізон у місії Аламо.
Рано вранці 6 березня мексиканська армія пішла на штурм Аламо. Техасці (чисельність яких достеменно невідома) відбили дві атаки, але не змогли відбити третю. Коли мексиканці підійнялися на стіни, велика частина техаських солдатів відступила до двоповерхового кам'яного будинку або до каплиці. Кілька дрібних ізольованих груп повстанців, які не встигли досягти казарм та намагалися врятуватися втечею, були винищені — за стінами їх чекала мексиканська кавалерія. Мексиканські солдати брали з боєм кімнату за кімнатою та незабаром встановили контроль над Аламо. П'ятеро або семеро техасців здалися, але були негайно страчені за наказом Санта-Анни. Більшість очевидців події оцінюють кількість убитих техасців від 182 до 257 осіб, у той час як більшість істориків оцінює мексиканські втрати в 400–600 пораненими та убитими. З бійців техаського гарнізону, які брали участь у битві, вижили лише двоє. Мексиканці зберегли життя чорношкірому рабу Джо і дезертиру мексиканської армії Бригидо Герреро, який зумів переконати солдатів в тому, що він перебував в ув'язненні. Жінки та діти, насамперед члени сімей техаських солдатів, були допитані Санта-Анною, а потім відпущені.
За наказом Санта-Анни трьох з тих, що вижили, послали до Гонсалеса, щоб донести звістку про розгром техасців. Після отримання новини Сем Г'юстон, командувач техаською армією, віддав наказ до відступу. Безліч громадян (включаючи членів техаського уряду) побігло від мексиканської армії на схід (подія, відома під назвою Дорога біди). Новини про розгром в Аламо спонукали багатьох техаських колоністів приєднатися до армії Г'юстона. Опівдні 21 квітня техаська армія атакувала сили Санта-Анни в битві при Сан-Хасінто. Під час бою багато техасців кричали: «Пам'ятай Аламо!». Санта-Анна був захоплений у полон і змушений віддати наказ про виведення своїх військ з Техасу, тим самим покінчивши з мексиканським контролем над областю, яка згодом перетворилася на Техаську республіку.
24 березня почали складати список техасців, полеглих у битві за Аламо. Перше дослідження було опубліковано в 1843 році, але серйозне вивчення битви почалося лише 1931 року з опублікування дисертації Амелії У. Вільямс, в якій робилася спроба встановити особи всіх техасців, загиблих в Аламо. Перша повноформатна нехудожня історична книга про битву була опублікована 1948 року. На екрані битва вперше з'явилася в 1911 році в німому фільмі «Безсмертний Аламо», відтоді вийшло безліч інших кінопостановок, включаючи фільм, знятий Джоном Вейном. Церква в Аламо була затверджена офіційною каплицею штату Техас, посаду постійних доглядачів поклали на «дочок республіки Техас».

## Передісторія

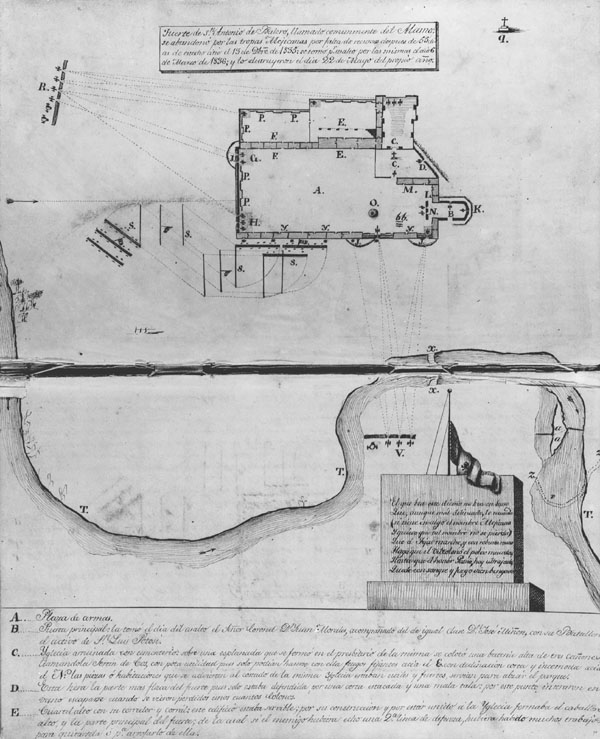
План Аламо.
Схема 1836. Частина офіційного мексиканського рапорту про захоплення Аламо.

В 1835 прихильники устрою Мексики на принципах федералізму почали повстання проти диктатури режиму президента Антоніо Лопеса де Санта-Анни. У жовтні поселенці Мексиканського Техасу підійняли озброєний заколот проти мексиканського уряду. Санта-Анна негайно почав підготовку до вторгнення в Техас, щоб покінчити з Техаською революцією. Сили вторгнення, названі Армією дій в Техасі, складалися насамперед з недосвідчених рекрутів, призовників та каторжників.
У той час як Санта-Анна збирав свої війська в Мексиці, техасці громили розквартировані в Техасі мексиканські гарнізони. Після здачі Бехара 9 грудня зятем Санта-Анни генералом Мартіном Перфект де Косом, в Техасі більше не залишилося мексиканських сил. Багато техаських поселенців дезертували з техаської армії, оскільки не були готові до тривалої кампанії. З часу здачі Бехара в техаській армії стало багато солдатів, нещодавно прибулих в область, головним чином, авантюристів зі Сполучених Штатів. На думку історика Елвіна Барра, їх присутність «схилила мексиканців до висновків, що техаський опір підігрівається зовнішніми силами».
Розгніваний думкою про американське втручання в мексиканські справи, Санта-Анна наказав мексиканському конгресу вповноважити армію поводитися з будь-якими іноземцями, що воюють в Техасі, як з розбійниками. Це рішення означало заборону брати полонених, оскільки за законами того часу захоплені в полон розбійники підлягали негайній страті. Санта-Анна повторив це у вельми сильних виразах в листі, спрямованому американському президентові Ендрю Джексону. Лист не був відомим значній кількості людей і, найімовірніше, більшість американських добровольців, що служили в техаської армії, нічого не знали про рішення конгресу.

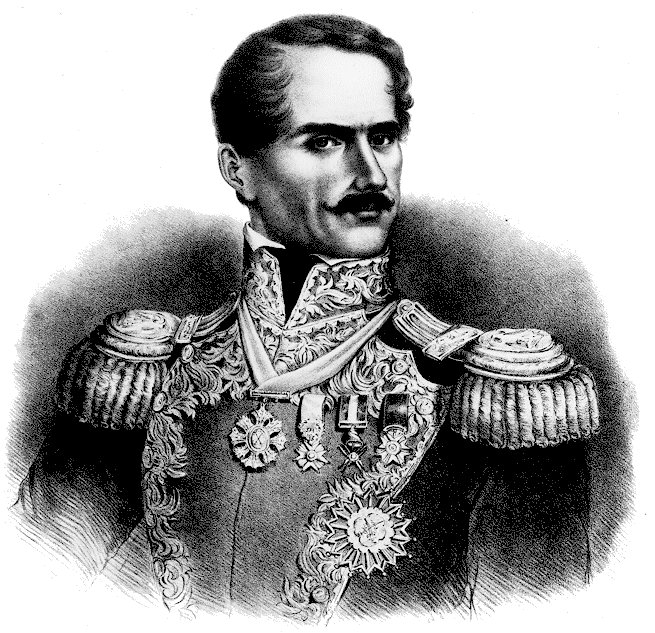
Антоніо Лопес де Санта-Анна

Коли мексиканські війська генерала Коса покинули Бехар (нині Сан-Антоніо, Техас), техаські солдати залишили гарнізон у місії Аламо, колишньому аванпості католицької місії, що використовувався в той час як тимчасовий форт. Описаний Санта-Анною, як «тимчасова фортеця, навряд чи гідна окремої назви», Аламо був побудований для захисту від набігів індіанських племен, які не мали артилерії. Фортечний комплекс займав площу в три акри (1,2 га), оточений 400-метровим захищеним периметром. Внутрішня площа обмежувалась каплицею з півночі та єдиною спорудою, відомою як Нижні казарми, з півдня. Ці дві будівлі поділяв дерев'яний частокіл. На східній частині площі, що тягнулася на північ до каплиці, стояли Довгі казарми — колишній жіночий монастир. У північному кутку східної стіни був обладнаний загін для худоби, між ним і площею — загін для коней. Стіни, що оточували комплекс, були, щонайменше, завширшки 0,84 метра та висотою в 2,7-3,7 метра.
Техаський інженер Грін Б. Джеймсон вніс ряд удосконалень в оборонну систему. Для того, щоб компенсувати недолік бійниць, він побудував підмостки, що дозволили захисникам стріляти поверх стін, цей метод, однак, залишав стрільців без прикриття. Відступаючи мексиканські війська залишили 19 гармат, з них одну 18-фунтову. Ці гармати Джеймсон розмістив уздовж стін. Він похвалився перед командувачем техаською армією Семом Г'юстоном, що «з нашою артилерією техасці можуть захищатися проти сил, які вдесятеро їх переважають».

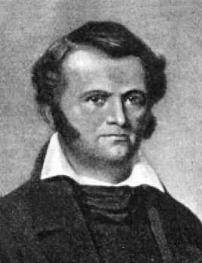
Джеймс Боуї

Матеріальне забезпечення техаського гарнізону знаходилось в жалюгідному стані, бракувало солдатів. До 6 січня 1836 там залишилося всього близько сотні воїнів. Виконувач обов'язків командувача Аламо полковник Джеймс С. Нейл писав тимчасовому уряду: «Навіть якщо тут колись був хоча б один долар, мені про це було невідомо». Нейл запитував додаткові війська та постачання, погрожуючи, що гарнізон не зможе витримати облогу довше 4 днів. У техаському уряді панував безлад, ніхто не міг надати допомоги. Тільки командувати техаською армією зголосилися одразу чотири різні людини. 14 січня Нейл звернувся безпосередньо до Г'юстона з проханням допомогти зібрати спорядження, одяг і забезпечити постачання.

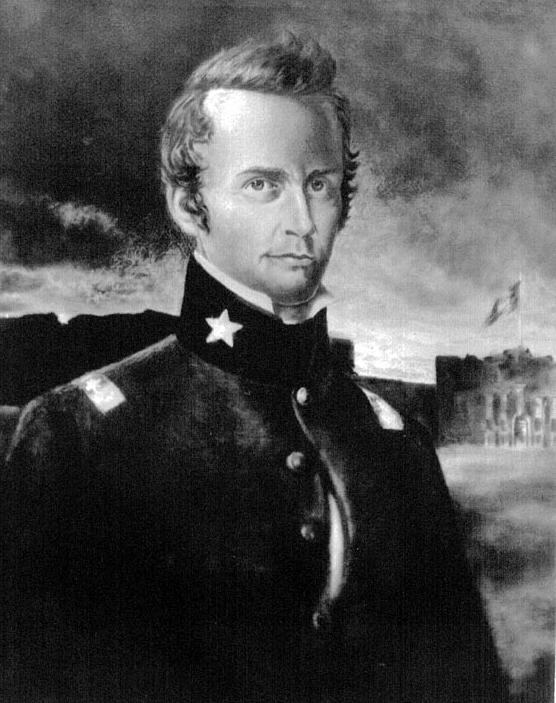
Вільям Тревіс

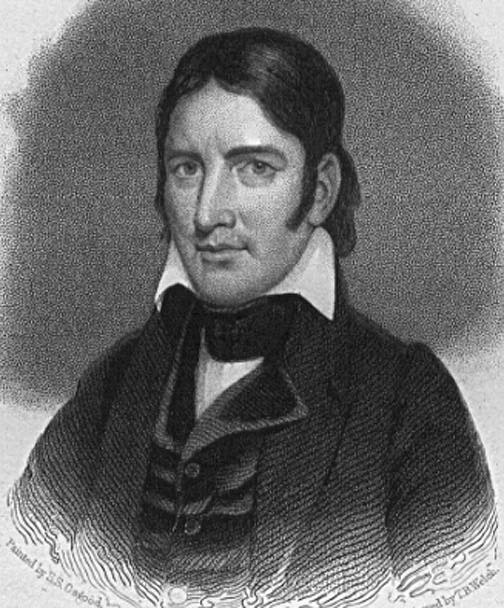
Деві Крокетт

## Підготовка до облоги
Розуміючи, що техасцям буде складно утримати Аламо, Г'юстон наказав полковнику Джеймсу Боуї забрати гармати та зруйнувати фортечний комплекс. Прибувши туди, Боуї переконався в нестачі тяглової худоби, що унеможливлювало перевезення гармат. Нейл не поділяв ідею про відступ та переконував Боуї в стратегічній важливості фортеці. У листі губернатору Генрі Сміту Боуї доводив що «порятунок Техасу великою мірою залежить від звільнення Бехара з-під контролю ворога. Він служить передовим захисним пікетом і, якщо ним опанує Санта-Анна, у нас не залишиться жодного укріпленого пункту, щоб зупинити ворога на його шляху до Сабіна». Лист до Сміта закінчувалося словами: «Полковник Нейл і я дали урочисту обіцянку, що ми швидше загинемо в цих стінах, ніж здамо їх ворогові». Боуї також написав тимчасовому уряду, запитуючи «людей, грошей, гвинтівки та гарматний порох». Сміт відправив на допомогу кавалерійського офіцера Вільяма Б. Тревіса, який 3 лютого прибув в Бехар з 30 людьми. П'ятьма днями по тому прибув Деві Крокетт.
11 лютого Нейл покинув Аламо, імовірно для набору додаткових підкріплень та забезпечення постачання гарнізону. Він передав командування Тревісу, як старшому за званням офіцеру регулярної армії з тих, що залишилися в фортеці. Однак більшість гарнізону складалося з добровольців, які не погоджувалися визнати його як командира. Замість цього вони вибрали своїм командиром Боуї, у якого була репутація зухвалого бійця. Боуї відзначив своє обрання великою п'янкою та буквально спустошив Бехар. Однак, відчуваючи наближення хвороби, він погодився розділити командування з Тревісом.
Техасці не відали, що Санта-Анна вже рік готується до вторгнення. Наприкінці грудня мексиканська «Армія дій в Техасі» почала марш на північ, 12 лютого вона перетнули Ріо-Гранде. Але просування мексиканців сповільнилося і їх раціон почав зменшуватися. Температура повітря в Техасі досягла рекордно низьких позначок, 13 лютого випав сніг, глибина якого досягла 38-41 см. Переохолодження, дизентерія (як тоді називали шигельоз), набіги загонів команчів завдали великої шкоди мексиканській армії.
Вранці 16 лютого жителі Бехара попередили техасців про наближення ворогів. Тревіс знехтував цими повідомленнями, вирішивши, що це чутки. 21 лютого Санта-Анна разом з авангардом досяг берегів річки Медіни за 40 км від Бехара. Не знаючи, що противник уже так близько, майже весь гарнізон Аламо приєднався до жителів Бехара, що відзначали день народження Джорджа Вашингтона 22 лютого. Санта-Анна дізнався про намічене свято та послав генерала Хоакіна Раміреса-і-Сесмена захопити незахищений Аламо, однак раптово хлинув дощ та зупинив цю операцію.

## Облога

### Встановлення блокади
Доношу до вашого відома, що відповідно до наказу Його Високоповажності мексиканська армія не може укладати жодних угод з іноземними повстанцями, вони не можуть звертатися за допомогою, і якщо хочуть врятувати свої життя, то повинні вирушити в розташування верховного уряду. Тільки від нього вони можуть очікувати пощади, після розгляду їхніх справ.
На відміну від Тревіса, населення Бехара вважало, що мексиканська армія все одно з'явиться. До 23 лютого жителі роз'їхалися, місто спорожніло. Тревіс поставив одного зі своїх солдатів для спостереження на дзвонову вежу церкви Сан-Фернандо. Кілька годин по тому він відправив декількох розвідників обстежити місцевість навколо. На віддалі 2,4 км від міста вони виявили мексиканські війська та швидко повернулися в місто. Гарнізон був абсолютно не готовим до наступу мексиканської армії. Техасці швидко зігнали худобу в Аламо та обнишпорили кілька недавно покинутих будинків у пошуках їжі. Кілька членів гарнізону в цілях безпеки перевели свої родини в Аламо. Серед них був Алмарон Дікінсон, який привів у форт свою дружину Сюзанну та дочку Анжеліну, і Боуї, який привів кузин своєї покійної дружини — Гертруду Наварро та Хуану Наварро Олсбері з маленьким сином Олсбері.
Тревіс негайно відправив кур'єрів в Гонсалес та Голіад з проханнями про допомогу. Після полудня в Бехар увійшли 1500 мексиканських військових. Вони негайно здійняли прапор криваво-червоного кольору, тим самим показуючи, що пощади не буде. Тревіс у відповідь вистрілив з найбільшої гармати Аламо. Вирішивши, що Тревіс поспішив, Боуї послав Джеймсона на зустріч з Антоніо Лопес де Санта-Анною. Незадоволений одноосібним рішенням Боуї, Тревіс теж направив свого емісара. Обидва емісари зустрілися з полковником Хуаном Альмонте і Хосе Бартресом. Згідно із записами Альмонте, техасці запитали про почесні умови здачі, але їм сказали, що будь-яка капітуляція повинна бути беззастережною. Дізнавшись про це, Боуї та Тревіс спільно вирішили знову вистрілити з гармати.
Перша ніч облоги пройшла відносно спокійно. Мексиканська кавалерія розмістилася на північ і схід від Аламо, щоб зупинити прибуття техаських підкріплень. Наступного дня прибуло понад 600 мексиканців. Це дозволило Санта-Анні поставити роту на схід від Аламо біля дороги на Гонсалес. Ще через день Санта-Анна розмістив 800 драгунів з Хуаном Альмонте вздовж дороги на Голіад для перехоплення очікуваних техаських підкріплень.
Протягом перших днів облоги мексиканські солдати встановлювали артилерійські батареї, спочатку за 300 метрів від південної та східної стін Аламо. Третю батарею поставили на південний схід від форту. Щоночі батареї поступово наближалися до стін Аламо.

### Сутички
Мексиканська армія вела постійний артилерійський обстріл. Протягом першого тижня облоги на площу Аламо впало понад 200 гарматних снарядів. Техасці часто підбирали падаючі ядра і повторно їх використовували. Спочатку захисники місії змагалися у вогні з мексиканськими артилеристами, але 26 лютого Тревіс наказав артилеристам берегти порох та снаряди.
Першою жертвою облоги став мексиканський розвідник, убитий техасцями 24 лютого. Наступного ранку 200–300 мексиканських солдатів перейшли річку Сан-Антоніо та сховалися в покинутих хатинах біля стін Аламо. Кілька техасців наважилися на вилазку, щоб спалити хатини під прикриттям вогню своїх товаришів з Аламо. Після двогодинного бою мексиканські війська відступили назад в Бехар. Мексиканці втратили двох убитими та чотирьох пораненими. Жоден техасець не постраждав.
Увечері подув північний вітер, температура впала до 4 °C. Обидві армії виявилися неготовими до цієї зміни погоди. Кілька техасців вийшли на вилазку, щоб зібрати дрова, але повернулися з порожніми руками, наткнувшись на мексиканських солдатів. Увечері 26 лютого техасці спалили кілька хатин. Санта-Анна послав полковника Хуана Брінгаса атакувати їх, і, згідно з Едмондсоном, один з техасеців був убитий.

### Пересування техаських військ
Я вирішив триматися якомога довше та загинути як солдат, який ніколи не забуває, що значить власна честь і його країна. ПЕРЕМОГА АБО СМЕРТЬ
Раптова поява мексиканської армії застала кількох техасців за межами форту. Більшість з них і не намагалася пробратися крізь мексиканські лінії, але були й зворотні приклади. Так, вночі 23 лютого, Грегоріо Еспарса і його сім'я пролізли через вікно в каплиці Аламо щоб приєднатися до техасців. У середу, 24 лютого, хвороба остаточно звалила Боуї і Тревіс залишився одноосібним командиром гарнізону. Опівдні Тревіс написав лист, адресований народу Техасу і всім американцям світу, який на думку історика Мері Дебори Птіт (Mary Deborah Petite) «вважається багатьма одним із зразків американського патріотизму». Копії листа були поширені по всьому Техасу, по Сполученим Штатам та більшій частині Європи.
Тревіс також послав численні листи із закликами про допомогу. Новини про облогу рознеслися по колоніях і поселенці зібралися в Гонсалесі, чекаючи, коли полковник Джеймс Феннін, командир іншого техаського гарнізону, приведе додаткові війська. Частина найнестерпніших почала марш на Бехар 27 лютого. Тієї ж ночі Тревіс послав Семюеля Г. Бастіана «поквапити підкріплення». У дослідженнях історика Томаса Рікса Ліндлея вказується, що Бастіан незабаром знайшов групу з Гонсалеса та повів їх в Аламо. Але в дорозі їх атакував мексиканський патруль, змусивши повернутися назад чотирьох добровольців, включаючи Бастіана. 32 добровольці, що залишилися, підійшли до Аламо, але в темряві захисники прийняли їх за мексиканських солдатів та відкрили по них вогонь, поранивши одного з них. Почувши його лайку англійською мовою захисники відкрили ворота.
Повагавшись кілька днів, Джеймс Феннін зрештою вирішив надати допомогу Аламо. Вранці 26 лютого він вивів 320 осіб, 4 гармати та декілька вагонів постачання в 140-кілометровий марш від Голіаду до Аламо. До кінця дня вони пройшли всього близько двох кілометрів. Наступного дня група повернулася в Президіо-ла-Байя. Феннін звинуватив у відступі своїх офіцерів, заявивши, що вони зажадали припинення маршу після отримання відомостей про рух на Голіад армії генерала Урреа. Офіцери та солдати, які брали участь у марші, стверджували, що рішення про припинення маршу було одноосібним рішенням Фенніна.
За дослідженнями Ліндлея, після скасування маршу Фенніном понад півсотні людей, більшість з яких належали до роти «Новоорлеанських Сірих» (англ. New Orleans Greys), вийшли з Голіаду на допомогу своїм товаришам, обложеним в Аламо. 3 березня ці люди приєдналася до групи, яка чекала Фенніна в Сіболо-крик. Після прибуття мексиканських підкріплень Тревіс відправив трьох людей, включаючи Деві Крокетта, на пошуки загону Фенніна, який, як передбачалося, повинен бути в цей час на марші. Крокетт доїхав до Сіболо-крик та знайшов там техаський загін, що розташувався за 32 км від Аламо. Перед світанком 4 березня частина техасців прорвалася через мексиканські порядки та увійшла в Аламо. Друга група була розсіяна по прерії мексиканськими солдатами під час оборонного нічного бою, згідно з доповіддю в журналі Альмонте.

### Підготовка до штурму
3 березня техасці побачили з-за стін на центральній площі Бехара приблизно тисячу мексиканців в ошатних мундирах, які прийшли на допомогу Санта-Анні. Півдня мексиканська армія галасливо відзначала прибуття підкріплень та новини про перемогу, яку за чутками здобув генерал Хосе де Урреа над техаським полковником Френком У. Джонсоном в битві під Сан-Патрісіо 27 лютого. Більшість техасців помилково вважало, що облогові війська під Аламо очолював Хоакін Рамірес-і-Сесмен і що зараз мексиканці відзначають прибуття самого Санта-Анни. З приходом підкріплень чисельність мексиканських військ під Аламо досягла 2400 осіб.
4 березня, наступного дня після приходу підкріплень, Санта-Анна скликав своїх старших офіцерів на раду і запропонував штурмувати форт. Більшість учасників ради рекомендувало почекати прибуття двох дванадцятифунтових (5,4 кг) гармат, яке очікувалося 7 березня. Місцева мешканка (можливо це була Хуана Наварро Олсбері) з'явилася до Санта-Анни цього вечора та спробувала домовитися з ним про здачу захисників Аламо. За думкою багатьох істориків цей візит лише підігрів нетерпіння Санта-Анни. Як зауважив історик Тімоті Тодіш: «Безкровна перемога могла принести лише невелику славу». Наступного ранку Санта-Анна оголосив своїм помічникам, що штурм відбудеться рано вранці 6 березня.
Того вечора стіни Аламо покинув останній кур'єр — Джеймс Аллен. Він ніс особисті послання Тревіса та кількох інших техасців. Легенда свідчить, що 5 березня Тревіс зібрав своїх людей та пояснив їм, що атака буде скоро та переможе мексиканська армія. Він нібито накреслив лінію на піску та запропонував тим, хто збирається померти за Техас, переступити лінію та стати поруч з ним. Прикутий до ліжка Боуї попросив Крокетта та декількох техасців перенести його ліжко через лінію. За лінією залишилася лише одна особа — Луїс «Мозес» Роуз. Пояснивши товаришам, що він ще не готовий померти за Техас, Роуз ввечері дизертирував. цей епізод був вперше згаданий через тридцять п'ять років в газетній статті, при цьому її автор посилався на спогади власних батьків, які розмовляли з Роузом. Пізніше репортер порахував деякі частини опублікованої статті прикрашеними, але Роуз на той час вже помер та перевірити справжність історії стало неможливим. Сюзанна Дікінсон та Енріке Еспарса, що пережили штурм Аламо, підтвердили, що випадок з лінією мав місце, однак багато деталей історії суперечать одна одній.
О 10 годині вечора мексиканська артилерія припинила обстріл. Санта-Анна планував, що змучені техасці незабаром поринуть у свій перший спокійний сон, якого у них не було вже багато днів з початку облоги.

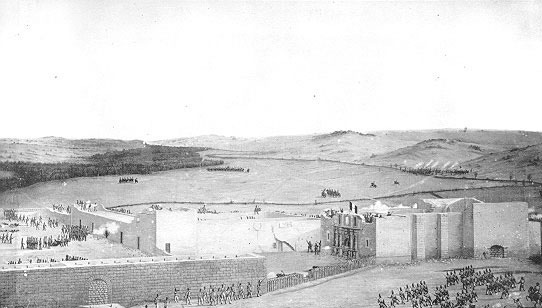
Картина 1844, ілюструє початкову фазу штурму фортеці

## Штурм місії

### Бій за стінами
Після півночі 6 Березень мексиканська армія почала готуватися до останнього штурму. Війська були розбиті на 4 колони, під командою генерала Коса, полковників Франсіско Дуке, Хосе Марії Ромеро та Хуана Моралеса. Санта-Анна спостерігав за резервом, поки мексиканська кавалерія розосереджувалась навколо Аламо для перехоплення втікаючих техасців та мексиканських солдатів. Попри жорстокий холод солдатам було наказано зняти шинелі, які могли скувати їх рухи. Місяць пішов за хмари, це приховувало пересування військ.
О 5:30 ранку Санта-Анна віддав наказ про наступ. Війська тихо рушили вперед, ветерани стояли по краях колон для найкращого нагляду за новобранцями всередині. Кос і його люди наступали на північно-західний кут Аламо, в той час як Дуке вів своїх солдатів з північного заходу на північну стіну форту. Колона Ромеро рухалася на східну стіну, метою колони Моралеса був низький парапет біля каплиці. Попереду кожної колони рухалися легкі піхотинці, метою яких було «прострелити будь-яку голову, що висунулася з-за стін». Троє техаських вартових на постах за стінами були вбиті сонними.
Тишу незабаром порушили крики: «Хай живе Санта-Анна!» (ісп. ¡Viva Santa Anna!) і звуки сурм. Техасці прокинулися і поспіхом зайняли свої пости. На шляху до свого посту Тревіс кричав: «Давайте, хлопчики, мексиканці перед нами, ми влаштуємо їм пекло!», пробігаючи через групу теханос — «¡No rendirse, muchachos!» (рос. «Не здавайтеся, хлопчики!»). Більшість цивільних, побоюючись за свою безпеку, зібралося в ризниці церкви. До цього часу мексиканці вже наблизились на відстань мушкетного пострілу.
У перші хвилини бою мексиканські війська опинилися в невигідному становищі. Колонний порядок дозволяв стріляти без небезпеки для товаришів лише першим рядам солдатів. Непідготовлені рекрути, не розуміючи цього, «сліпо стріляли зі своєї зброї, ранячи та вбиваючи своїх товаришів попереду». Щільний лад військ являв собою відмінну ціль для техаської артилерії. Не маючи картечі, техасці заряджали гармати будь-яким металом, який вони лише могли знайти, включаючи дверні петлі, цвяхи, підкови, використовуючи свої гармати як гігантські дробовики. За спогадами ад'ютанта Дуке Хосе Енріке Де ла Пеньї, «простий гарматний залп скосив половину роти стрільців з Толуки». Поранений в стегно Дуке впав з коня і ледь не був затоптаний своїми солдатами. Командування над його колоною поспішив прийняти генерал Мануель Кастрільон.
Хоча передні шеренги мексиканців здригнулися, напираючі ззаду солдати штовхали їх вперед. Мексиканці скупчилися під стінами, техасцям довелося для стрільби нахилятися вниз, через що вони самі потрапляли під постріли супротивників. Одним з перших упав Тревіс, його підстрелили, коли він розряджав свій дробовик в ворогів під стінами. Мексиканцям вдалося донести кілька сходів до стін, проте вони були вельми кепсько зроблені. Кілька солдатів, які зуміли за ним піднятися, були тут же вбиті або скинуті назад. Однак, коли техасці розрядили свої заздалегідь приготовлені гвинтівки, їм ставало все складніше та складніше заряджати їх знову, щоб випередити мексиканців, що піднімалися на стіни.
Мексиканські солдати відступили та перегрупувалися, але і друга атака була відбита. На п'ятнадцятій хвилині битви вони пішли на третій напад. Колона Ромеро, що наступала на східну стіну, зазнала гарматного обстрілу та рушила на північ, змішавшись з другою колоною Мартіна Перфект де Коса, яка також відхилилася на північ, потерпаючи через вогонь захисників східної стіни. Санта-Анна, помітивши масу своїх військ біля північної стіни, злякався, що вони розбиті, «запанікував» та послав туди резерв. Мексиканські солдати, що підійшли до північної стіни, помітили в ній є безліч проломів та виступів, якими можна піднятися наверх. Одним з перших, хто піднявся на 12-футову (3,7 м) стіну, був генерал Хуан Амадор, слідом за ним натовп мексиканців поліз на стіну. Амадор відкрив своїм людям потерну в північній стіні і мексиканці почали проникати в форт. Інші стали підніматися на західну стіну через гарматні бійниці, біля яких було мало захисників. Оскільки північна стіна та північний кінець західної стіни вже були залишені захисниками, техаські гармаші на південному краю місії розгорнули свою гармату на північ та відкрили вогонь по мексиканським солдатам, що прорвалися всередину. Однак південний бік місії залишився беззахисним. За кілька хвилин мексиканські солдати підійнялися на стіни та перебили артилеристів, захопивши контроль над 18-фунтовою гарматою Аламо. В цей же час люди Ромеро взяли приступом східну стіну комплексу та стали проникати у фортецю через кошари.

### Битва всередині стін
Боже милосердний, Сью, мексиканці всередині нашої фортеці! Якщо вони пощадять тебе, врятуй мою дитину!
Згідно з планом оборони більшість техасців відступили до казарм і до каплиці. У стінах були пророблені отвори, через які вони могли вести вогонь. Захисники, що знаходяться в загонах для худоби, відступили в кінський відсік. Невеликий загін техасців, розрядивши свою зброю, переліз через низьку стіну, обігнув церкву та помчав бігом в східну прерію, яка здавалася порожньою. Мексиканська кавалерія атакувала втікачів. Алмарон Дікінсон і його артилерійська обслуга розгорнули свою гармату та вистрілили в кавалеристів, можливо заподіявши їм деяких втрат. Тим не менше, всі техасці були вбиті.
Захисники західної стіни вже не могли досягти казарм та попрямували на захід до річки Сан-Антоніо. Захоплені атакою кавалерії, вони сховалися в канаві та почали відстрілюватися. Сесмен відправив кінноті підкріплення і техасці були остаточно добиті. Сесмен доповів, що в сутичці брало участь 50 техасців, але Едмондсон вважає це число завищеним.
Останньою групою, що залишилася на відкритому місці, були Крокетт і його люди, які захищали низьку стіну попереду церкви. Вони вже не встигали перезарядити зброю та використовували свої гвинтівки як кийки, відбивалися ножами. Мексиканські солдати дали по них залп і добили їх багнетами. Тепер мексиканська армія контролювала всі стіни і форт Аламо, виключаючи церкву та кімнати вздовж західної та східної стін. Увага мексиканців привернув техаський прапор, що розвівався над дахом одного з будинків. Четверо солдатів були вбиті під час підйому там мексиканського прапора.
Пройшла година за тим як мексиканська армія встановила повний контроль над Аламо. Безліч живих захисників місії забарикадувався в приміщеннях казарм. На своє нещастя, техасці не заклепали свої гармати перед відступом отож тепер мексиканці розгорнули артилерію проти них. Кожні двері вибивалися гарматним вогнем, за тим мексиканські солдати стріляли залпом у темряву та кидалися в рукопашну. У щоденнику Де ла Пеньї зазначено, що деякі техасці вивішували білі прапори в дверні отвори, однак у них не було наміру здаватися, вони атакували будь-якого солдата, який увійшов в кімнату, навіть якщо він заходив не стріляючи.

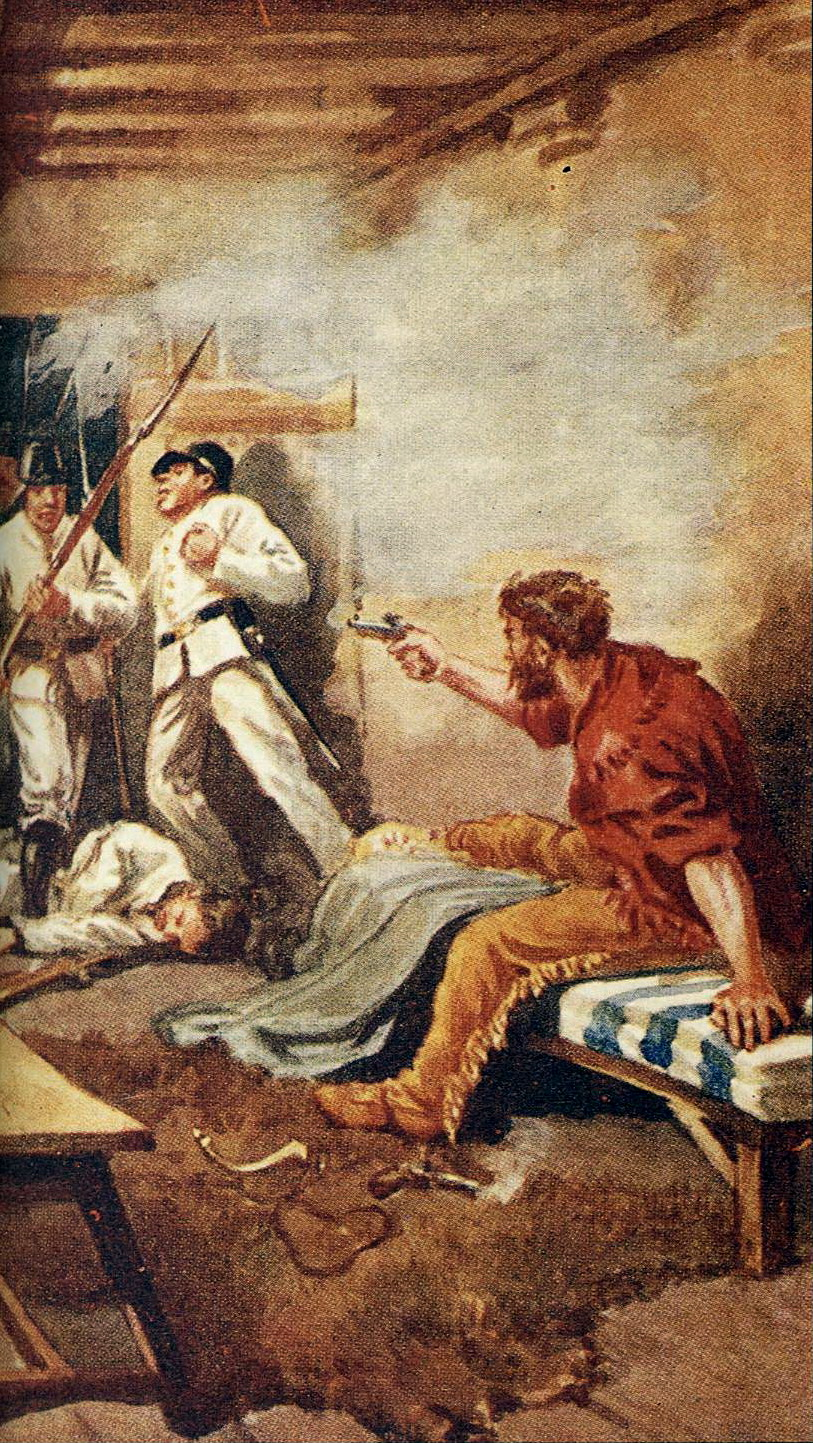
Смерть Боуї

Боуї був занадто хворий, щоб брати участь у битві. Можливо, він помер у своєму ліжку. Очевидці битви давали суперечливі показання про його смерть. Деякі свідки стверджували, що кілька мексиканських солдатів увійшли в його кімнату, прокололи багнетами та винесли його, ще живим, з кімнати. Інші свідки заявляють, що він застрелився або був убитий солдатами, оскільки він був занадто слабкий, щоб навіть просто підняти голову. На думку історика Уоллеса Черітона, «найпопулярніша та можливо найбільш точна версія» його загибелі — це смерть Боуї в його ліжку, «він кинувся до стіни та використовував свої пістолети та свій знаменитий ніж».
Останніми загинули 11 техасців, що стріляли з двох 12-фунтових гармат в каплиці. Мексиканський постріл з 18-фунтової гармати зруйнував барикади перед церквою і мексиканці, зробивши залп із мушкетів, увірвалися до церкви. Обслуга Дікінсона перебувала на апсиді та стріляла з гармати по мексиканським солдатам в дверях. У них не було часу для перезаряджання, тому Дікінсон, Грегоріо Еспарса та Джеймс Бонем) взялися за свої гвинтівки і вели рушничний вогонь, поки не були вбиті мексиканськими багнетами. Гарматний майстер Роберт Еванс отримав поранення та поповз до порохового магазину, але був добитий мушкетною кулею та впустив свій факел у двох дюймах від порохового магазину. Подальший вибух зруйнував церкву, загинули жінки та діти, що ховалися в ризниці.
Один із синів захисника Ентоні Вулфа стояв в ризниці, натягнувши на плечі ковдру. Увірвавшись до ризниці мексиканські солдати вбили його, помилково прийнявши за дорослого. Останнім техасцем, загиблим у битві, імовірно став Якоб Вокер, який намагався сховатися за Сюзанною Дікінсон та іншими жінками і був заколотий багнетами. Інший техасець Бригида Герреро, який дезертував з мексиканської армії в грудні 1835, також шукав притулку в ризниці. Йому вдалося переконати мексиканських солдатів, що він перебував у техаському полоні, і вони пощадили його.
Близько 6:30 ранку битва за Аламо завершилась. Мексиканські солдати оглянули кожний труп, заколюючи кожного, хто ворушився. Мексиканці продовжували стріляти і після загибелі всіх захисників форту, помилково вбиваючи одне одного. Мексиканські генерали не могли приборкати кровожерливість своїх солдатів та запросили допомогу Санта-Анни. Його поява також не зупинила насильство, сурмачі подали сигнал до відступу. 15 хвилин потому солдати все ще продовжували стріляти по трупах.

## Після битви

### Втрати
Згідно багатьом бойовим звітам від п'яти до семи техасців здалися. Розгніваний ігноруванням своїх наказів Санта-Анна наказав негайно стратити тих, що вижили. Через тижні після битви почали циркулювати чутки, що Деві Крокетту вдалося врятуватися. Однак колишній американський раб Бен, який служив у одного з офіцерів Санта-Анни, заявив, що тіло Крокетта було знайдено в оточенні «не менш ніж 16 тіл мексиканців». Історики все ще сперечаються, яка версія загибелі Крокетта найбільш точна.
Санта-Анна наказав витерти обличчя всіх трупів, щоб точно відрізнити полеглих техасців від полеглих мексиканців. За спогадами Франсіско Руїса, передбачуваного алькальда Бехара, він був відряджений Санта-Анною упізнати тіла Тревіса, Боуї і Крокетта. Раба Джо також відправили для упізнання тіла Тревіса. Після завершення процесу впізнання Санта-Анна повелів обкласти тіла техасців соломою та спалити їх. Було зроблено лише один виняток, Франсиско Еспарсі, який служив в мексиканської армії, дозволили поховати тіло його брата Грегоріо Еспарси.
У первинному рапорті Санта-Анна заявив, що 600 техасців убито, мексиканські втрати склали 70 убитими і 300 пораненими. Його секретар Рамон Мартінес Каро пізніше зауважив, що він не хотів писати цей фальшивий рапорт, але підкорився наказу Санта-Анни. Інші очевидці вважали, що загинули від 182 до 257 техасців. Деякі техасці вважали, що щонайменше одному техасцю, Генрі Уорнеллу, вдалося втекти з поля битви. Уорнелл помер через кілька місяців після битви від ран, отриманих ним під час фінальної битви, або під час його втечі з поля бою як кур'єра.
Попіл від спалених тіл залишався на кострищах, поки в лютому 1837 в Бехар не повернувся Хуан Сегуін, щоб оглянути останки. За його вказівкою весь день дзвонили дзвони собору Сан-Фернандо. Просту труну з написаними на ній іменами Тревіса, Крокетта і Боуї заповнили попелом з похоронних багать. Згідно статті від 28 березня 1937 року в Telegraph and Texas Register Сегуін закопав труну в могилі під персиковим деревом. Місце поховання не було позначено і його неможливо було встановити. Однак в 1899 Сегуін заявив, що він помістив труну перед вівтарем собору Сан-Фернандо. У червні 1936 року труну знайшли, але за версією історика Уоллеса Черітона вона, можливо, і не містить останки захисників Аламо. У труні були знайдені залишки уніформи, а захисники місії її не носили.
Санта-Анна, за чутками, говорив капітану Фернандо Уріззе, що битва «була невеликою справою». Інший офіцер навпаки зазначав, що «після іншої подібної перемоги ми вирушимо до диявола». число вбитих мексиканських солдатів оцінюється в 60 — 2000, поранених в 250–300. Більшість істориків Аламо погоджуються, що 400–600 мексиканців було поранено або вбито. Це становить третину учасників штурму, що Тодіш характеризує як «страхітливе число втрат за будь-якими стандартами». Санта-Анна наказав поховати мексиканських солдатів на місцевому кладовищі Кампо Санто. Руїс заявив, що територія кладовища майже заповнена і він замість поховання кинув частина тіл в річку. Сем Г'юстон навпаки доповів 13 березня, що всіх мексиканців поховано.

### Техасці, що вижили

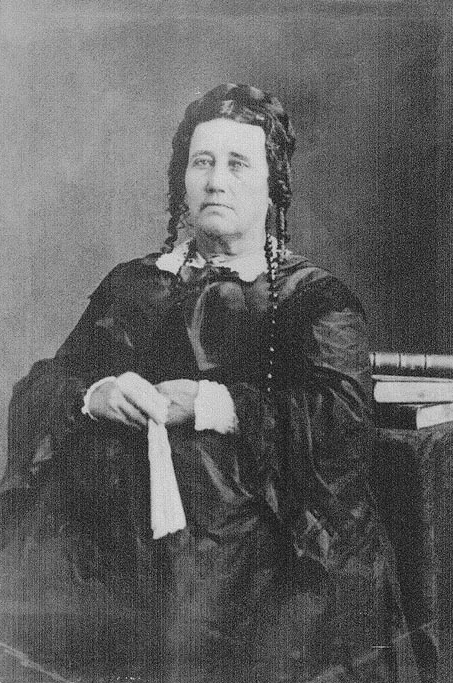
Сюзанна Дікінсон
фотографія другої половини 19-о століття

Санта-Анна пощадив кількох техасців, знайдених в Аламо. Він звільнив двох осіб: Джо, раба Тревіса, і вільновідпущеного Боуї Сема, бо сподівався, що такий акт милосердя схилить інших техаських рабів на бік мексиканського уряду. 7 березня Санта-Анна окремо допитав кожного живого з Аламо. Вражений Сюзанною Дікінсон Санта-Анна запропонував удочерити її осиротілу доньку і дати їй освіту в Мехіко-сіті. Сюзанна відкинула цю пропозицію. Хуані Наварро Олсбері, у якої був син такого ж віку, Санта-Анна подібних пропозицій не робив. Кожна жінка отримала ковдру і два срібних песо. Жінкам теханос дозволили повернутися в свої будинки в Бехарі. Сюзанну з дочкою і Джо відправили в Гонсалес з Беном як ескорт. Перед їх відправкою Санта-Анна наказав провести військовий огляд та парад, в надії на те, що Джой і Сюзанна доставлять попередження решті техаських військам, що мексиканська армія непереможна.

### Вплив на революцію
В останні години битви новий тимчасовий уряд Техасу отримав депешу Тревіса від 3 березня. Не знаючи про падіння форту, делегат Роберт Поттер закликав закінчити раду і негайно рухатися на допомогу Аламо. Сем Г'юстон переконав делегатів конвенції залишитися в Вашингтоні-на-Бразос для розробки Конституції. Після того, як Г'юстона знову призначили головкомандувачем усіма техаськими силами, він вирушив до Гонсалеса, щоб прийняти команду над 400 добровольцями, які зібралися йти на допомогу Аламо. Незабаром після його прибуття 11 березня Андрес Барсенас та Ансельмо Бергарас доповіли про падіння Аламо та винищення всіх його захисників. Сподіваючись припинити паніку, Г'юстон заарештував їх як ворожих шпигунів. До кінця дня в Гонсалес прибули Сюзанна Дікінсон та Джо. Вислухавши їх, Г'юстон закликав все цивільне населення регіону евакуюватися і наказав армії відступати. Почалася масова втеча техасців з англійських поселень, навіть уряд вирушив на схід.
Попри свої втрати при штурмі Аламо мексиканська армія перевершувала техаську армію в співвідношенні 6 до 1. Санта-Анна порахував, що весь техаський опір зламано, і техаські солдати поспішно залишають область. Однак насправді стався зворотний ефект, люди стікалися в армію Г'юстона. New York Post зазначила в передовиці, що «Якби Санта-Анна обійшовся з переможеними з поміркованістю та великодушністю, то було б неважко пробудити симпатію народу Техасу, який зараз прийшов в дію з гарячою та сміливою душею, щоб допомогти своїм братам».
Опівдні 21 квітня техаська армія атакувала табір Санта-Анни біля переправи Лінчбург. Мексиканську армію захоплено зненацька отож битва при Сан-Хасінто закінчилася через 18 хвилин. Під час битви багато техасців кричали «Пам'ятай Аламо!» Санта-Анну схопили наступного дня, і він, за чутками, сказав Г'юстону: «Ця людина може вважати себе народженим не для того, щоб розділити долю тих, кого підкорив Наполеон Заходу. І зараз йому залишається бути великодушним до переможених». Г'юстон відповів: «Вам слід було б згадати це під Аламо». Санта-Анна був змушений вивести свої війська з Техасу, покінчивши з мексиканським контролем над провінцією та надавши деяку легітимність новоствореній Техаській республіці.

## Пам'ять

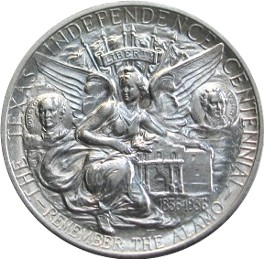
Півдоларова монета, випущена до сторічного ювілею битви

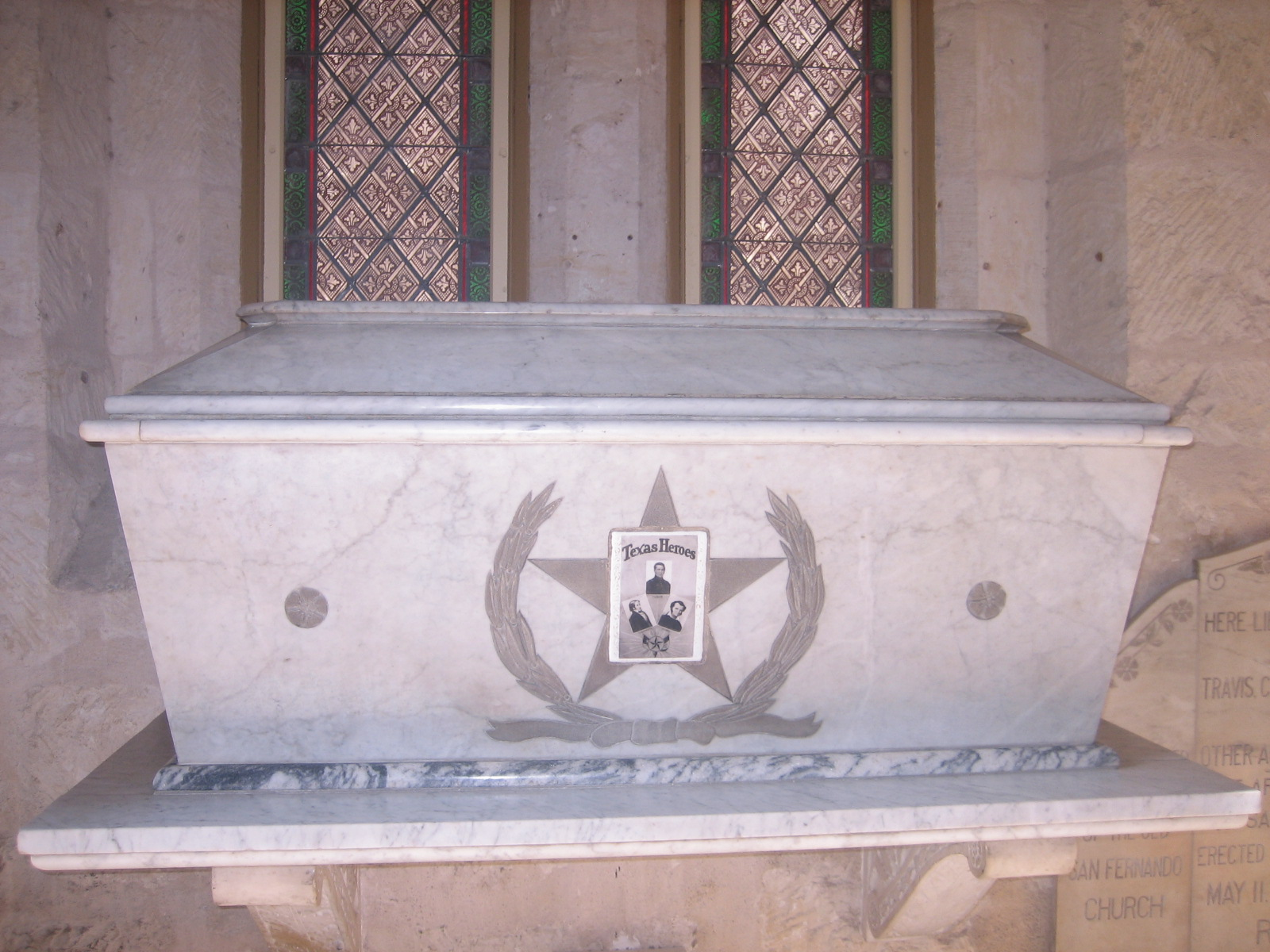
Труна з прахом захисників Аламо

В Мексиці сприйняття битви часто відбиває погляд Санта-Анни. Багато мексиканських офіцерів-учасників битви залишили мемуари, але більшість з них написані лише через десятиліття. Санта-Анну зганьбили тим, що він потрапив у полон під Сан-Хасінто, і багато мемуарів та звітів про битву написані людьми, які були або стали його критиками. Петіт (Petite) та багато інших істориків вважають, що більшість історій, на зразок кари Деві Крокетта, вигадані для того, щоб ще більше дискредитувати Санта-Анну. У мексиканській історії Техаську кампанію, включаючи битву за Аламо, незабаром затьмарила мексикано-американська війна 1840-х.
В Сан-Антоніо-де-Бехар теханос, що становили більшість населення, вважали комплекс Аламо не лише місцем битви, він багато десятиліть служив як місія, госпіталь та військовий пост. З ростом англомовного населення значення пам'яті про битву стало зростати. Головна увага приділялась техаським захисникам, невеликий акцент був зроблений і на теханос, що служили в техаській армії під час боїв з мексиканської армією. Техаські законодавчі збори надбали Аламо у власність штату та заснували організацію «Дочок республіки Техас», як постійних зберігачів, каплиця стала офіційним місцем поклоніння, присвяченим техаським захисникам. До столітнього ювілею битви перед церквою в центрі Аламо-плаза встановлено кенотаф за проєктом Помпео Коппіні, що увічнює пам'ять техасців та теханос, полеглих у битві. Дослідник Білл Гронеман у своїй книзі «Поля битв Техасу» зазначає: «Аламо став найпопулярнішою туристичною пам'яткою в Техасі».
Перші історії про битву написані та опубліковані техаським рейнджером та істориком-аматором Джоном Генрі Брауном. Наступною великою працею про битву стало «Падіння Аламо» Ройбена Поттера, опубліковане в The Magazine of American History 1878 року. Роботу Поттера засновано на інтерв'ю з багатьма живими мексиканськими учасниками битви. Першу повноформатну нехудожню книгу, що описує битву, — «Аламо» Джона Майєрса — опубліковано 1948 року.
Згідно Тодішу, «мало сумнівів у тому, що думка більшості американців про битву сформувалося не з книжок, а з великого числа фільмів про битву». Перша кіноверсія битви з'явилася 1911 року, коли Вільям Геддок зняв фільм «Безсмертний Аламо». Битва набула великої популярності після випуску Волтом Діснеєм 1955 року мінісеріалу «Деві Крокетт — король дикого фронтиру», який більшою мірою спирався на міф. Кілька років по тому Джон Вейн зняв і випустив одну з найвідоміших (але й найменш точних) версій фільму «Форт Аламо» (1960). 2004 року вийшов фільм з тією ж назвою. CNN описує його як можливо «найбільш характерним фільмом, знятим з цього сюжету».
Про битву також було написано чимало пісень. 1955 року пісня теннесійця Ерні Форда «Балада про Деві Крокетта» пробула 16 тижнів в списку найпопулярніших місцевих пісень під номером 4. 1960 року Марті Роббінс записав версію пісні «Балада про Аламо», яка провела 13 тижнів в списку поп-хітів під номером 34.
Іменами захисників Аламо названі 13 округів штату та кілька міст.